# 新宿区立図書館
新宿区立図書館（しんじゅくくりつとしょかん）は、東京都新宿区が設立・運営する公共図書館の総称および組織名。

## 概要
新宿区立図書館とは、新宿区立図書館条例（昭和44年3月31日条例第14号）に基づき東京都新宿区が運営する図書館の総称および組織名であり、同名の施設は区内に存在しない。
なお、新宿区立中央図書館については、かつては現在の下落合図書館の所在地に所在していた。新たに旧・新宿区立戸山中学校の跡地に移転新築する計画であったが、東日本大震災の発生により建物の老朽化が喫緊の問題となり、耐震化済みであった同中学校の空き校舎に居抜きで速やかに移転することになったものである。移転により既存の大久保図書館に中央図書館が近い距離に立地することとなったが、大久保図書館は外国語図書を充実させるなどして棲み分けを図っている。
東京都内の在住・在勤・在学者や東京都外から新宿区内への在勤・在学者は、利用や借り出し利用カードを作成し、図書館資料を借りることができる。

## 施設
条例別表第1により、以下の図書館が設置されている。
- 新宿区立中央図書館 - 新宿区大久保三丁目1番1号[1]
- 新宿区立こども図書館 - 新宿区大久保三丁目1番1号（中央図書館3階）
- 新宿区立四谷図書館 - 新宿区内藤町87番地
- 新宿区立鶴巻図書館 - 新宿区早稲田鶴巻町521番地
- 新宿区立角筈図書館 - 新宿区西新宿四丁目33番7号
- 新宿区立西落合図書館 - 新宿区西落合四丁目13番17号
- 新宿区立戸山図書館 - 新宿区戸山二丁目11番101号
- 新宿区立北新宿図書館 - 新宿区北新宿三丁目20番2号
- 新宿区立中町図書館 - 新宿区中町25番地
- 新宿区立大久保図書館 - 新宿区大久保二丁目12番7号
- 新宿区立下落合図書館 - 新宿区下落合一丁目9番8号

このうち、中央、こどもを除く9館は指定管理者による管理である。
条例別表第2により、以下の図書館分室が設置されている。
- 新宿区立中央図書館区役所内分室 - 新宿区歌舞伎町一丁目4番1号

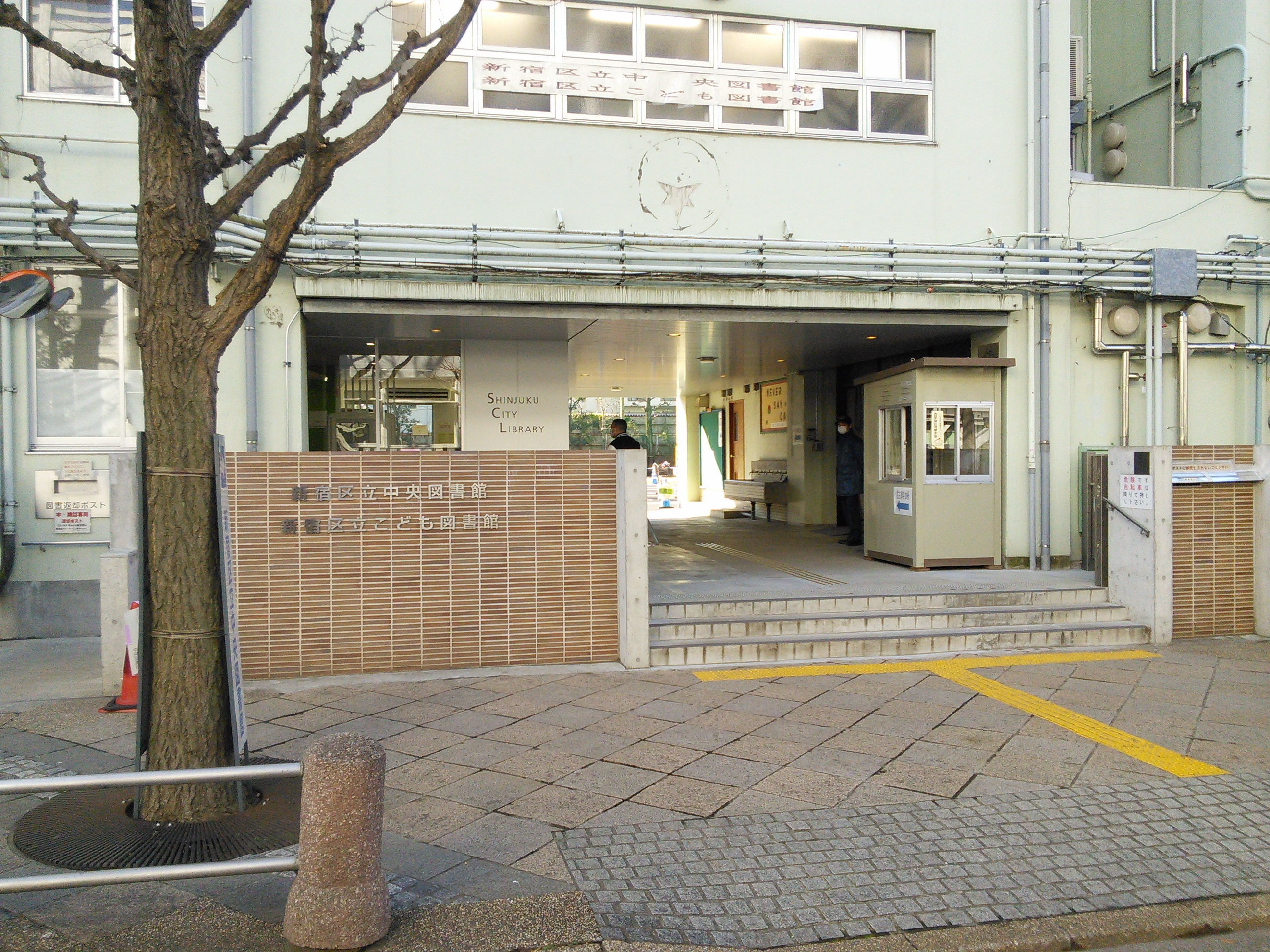
新宿区立中央図書館
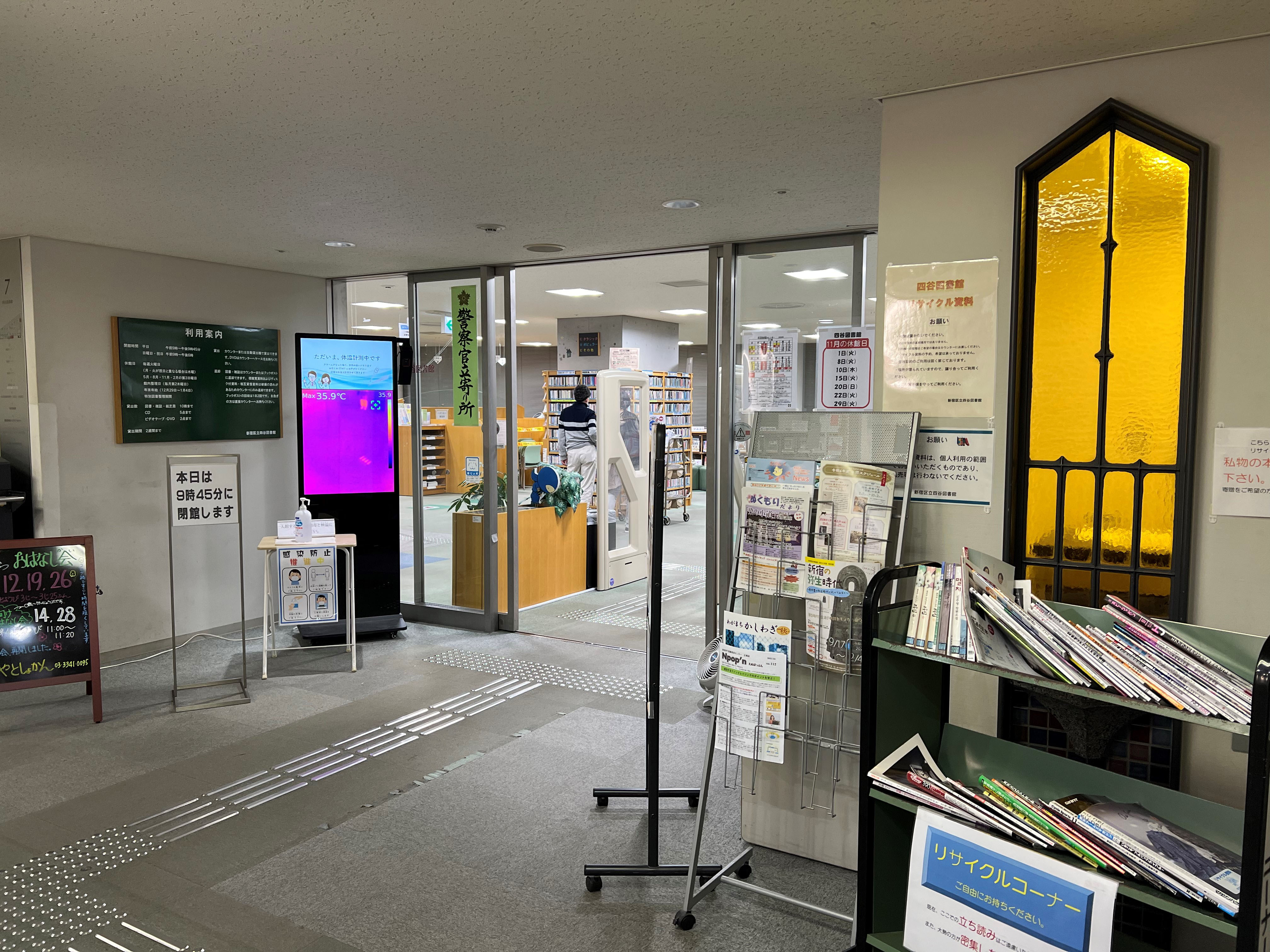
新宿区立四谷図書館